# Exocentrus pubescens
Exocentrus pubescens är en skalbaggsart som beskrevs av Fisher 1931. Exocentrus pubescens ingår i släktet Exocentrus och familjen långhorningar. Inga underarter finns listade i Catalogue of Life.